# Culicoides jefferyi
Culicoides jefferyi är en tvåvingeart som beskrevs av Kitaoka 1983. Culicoides jefferyi ingår i släktet Culicoides och familjen svidknott. Inga underarter finns listade i Catalogue of Life.